# Swisciołki
Swisciołki (biał. Свісцёлкі; ros. Свистёлки, Swistiołki) – wieś na Białorusi, w obwodzie witebskim, w rejonie orszańskim, w sielsowiecie Babiniczy. Graniczy z Orszą.

## Transport
Miejscowość położona jest przy drodze republikańskiej R15 i w pobliżu głównej drogi wyjazdowej z Orszy w kierunku południowym.

## Historia
W przylegającym do wsi lesie w latach 1930-1950 funkcjonariusze NKWD dokonywali masowych rozstrzeliwań osób uznanych za wrogów komunizmu.